# Compsocalyx
Compsocalyx is een geslacht van sponsdieren uit de klasse van de Hexactinellida.

## Soort
- Compsocalyx gibberosa Schulze, 1904